# Jakówki
Jakówki (prononciation : [jaˈkufkʲi]) est un village polonais de la gmina de Janów Podlaski dans le powiat de Biała Podlaska de la voïvodie de Lublin dans l'est de la Pologne.
Il se situe à environ 6 kilomètres à l'ouest de Janów Podlaski (siège de la gmina), 19 kilomètres au nord de Biała Podlaska (siège du powiat) et 113 kilomètres au nord de Lublin (capitale de la voïvodie).
Le village comptait approximativement une population de 196 habitants en 2010.

## Histoire
De 1975 à 1998, le village est attaché administrativement à la voïvodie de Biała Podlaska.

Depuis 1999, il fait partie de la voïvodie de Lublin.